# Ruswil
Ruswil (schweizerdeutsch Rusmu) ist eine politische Gemeinde im Wahlkreis Sursee des Kantons Luzern in der Schweiz.

## Geographie
Ruswil ist die flächenmässig grösste Luzerner Gemeinde ausserhalb des Amtes Entlebuch. Das Gemeindegebiet liegt in der Hügellandschaft zwischen dem oberen Teil des Rottals und dem Tal der Kleinen Emme. Es umfasst ausserhalb des Ortskerns zahlreiche Landschaftskammern und Weiler, vom Soppensee im Nordwesten über St. Ulrich bis Merzeberg im Nordosten, in südöstlicher Richtung über Hunkele nach Ziswil und Holz (nördlich der Kleinen Emme), Richtung Westen bis Grofehuse und in nordwestlicher Richtung den Ortsteil Buholz. Zur Gemeinde gehören auch die Ortsteile Rüediswil, das mit dem Dorf zusammengewachsen ist, Sigigen und Werthenstein-Unterdorf. Daneben gibt es auf dem Gemeindegebiet Dutzende kleinere Siedlungen und Einzelhöfe.
Das Gebiet wird von zahlreichen kleinen Flüssen in die vier Himmelsrichtungen entwässert. Den grössten Anteil am Gemeindeareal hat der Bielbach, der nach Süden in die Kleine Emme mündet. Der Rotbach fliesst gegen Nordwesten zur Wigger, mehrere Bäche wie die Grosse Aa, der Voremstägbach und der Bach im Warteseetobel nach Norden in den Sempachersee und damit zur Suhre und der Hellbühler Rotbach schliesslich in östlicher Richtung in die Reuss.
Ruswil grenzt an die Gemeinden Buttisholz, Malters, Menznau, Neuenkirch, Nottwil, Werthenstein und Wolhusen.

## Bevölkerung
| Bevölkerungsentwicklung | Bevölkerungsentwicklung |
| Jahr                    | Einwohner               |
| ----------------------- | ----------------------- |
| 1850                    | 4340                    |
| 1888                    | 3905                    |
| 1910                    | 3931                    |
| 1950                    | 4767                    |
| 1960                    | 4657                    |
| 1970                    | 4756                    |
| 1980                    | 4870                    |
| 1990                    | 5546                    |
| 2000                    | 6262                    |
| 2004                    | 6383                    |
| 2010                    | 6603                    |

Um 1850 war Ruswil eine der grössten Gemeinden im Kanton Luzern. Dennoch war auch sie von der Landflucht der zweiten Hälfte des 19. Jahrhunderts betroffen. Die Bevölkerung verringerte sich bis 1888 (1850–1888: − 10,0 %). Danach blieb sie bis 1910 stabil, ehe dann ein Wachstumsschub bis ins Jahr 1950 einsetzte (1910–1950: + 21,3 %). Nach einer weiteren Stagnationsphase setzte ab 1980 ein starkes Bevölkerungswachstum ein, welches bis heute anhält (1980–2010: + 35,6 %).

### Sprachen
Die Bevölkerung benutzt als Alltagssprache eine hochalemannische Mundart. Bei der letzten Volkszählung im Jahr 2000 gaben 95,80 % Deutsch, 0,73 % Italienisch und 0,56 % Albanisch als Hauptsprache an.

### Religionen – Konfessionen
Früher waren alle Bewohner Mitglied der römisch-katholischen Kirche. Heute (Stand 2000) sieht die religiöse Landschaft wie folgt aus: Es gibt 83,46 % römisch-katholische, 7,59 % evangelisch-reformierte und 0,26 % orthodoxe Christen. Daneben findet man 2,60 % Konfessionslose und 1,17 % Muslime.

### Herkunft
Ende 2022 waren von den 7305 Einwohnern 6508 Schweizer und 797 (= 10,9 %) Ausländer. Die Einwohnerschaft bestand aus 89,1 % Schweizer Staatsbürgern. Ende 2022 stammten die ausländischen Einwohner aus Deutschland (145 Personen), Eritrea (93), Italien (65),  Portugal (57), dem Kosovo (55), Spanien (15) und der Türkei (13). 206 Personen stammten aus dem übrigen Europa, und 148 stammten aus anderen aussereuropäischen Ländern.

## Geschichte

Luftbild (1957)

Der erstmals unter dem Namen Ruswil in einem Schutzbrief von Papst Gregor IX. im Jahr 1233 erwähnte Ort gehörte bis ins Jahr 1299 den adeligen Herren von Wolhusen, die ihn dann an die Habsburger verkauften. Die Luzerner verwüsteten das Dorf im Jahr 1353. Noch schlimmer kam es für die Ruswiler wenige Jahre später, als Ingelram von Coucy 1375 seinen Erbanspruch auf Gebiete im schweizerischen Mittelland durchsetzen wollte und daher seine Soldtruppen auch gegen Luzern ausschickte. Diese fremden Krieger trugen wegen der Form ihrer Helme den Namen Gugler. Die Gugler brannten sowohl das Dorf Ruswil wie auch den Ortsteil Rüediswil nieder, ehe sie gestoppt werden konnten.
In der Auseinandersetzung mit den Habsburgern nahmen die Luzerner am 18. Juni 1386 die Ortschaft Ruswil ein, kurz vor der Schlacht bei Sempach. Die formelle Abtretung durch die Habsburger an Luzern erfolgte allerdings erst 1405.
Im Jahre 1512 erhielt Ruswil als Untertanengebiet von Luzern von Papst Julius II. eigens ein wertvolles «Juliusbanner» für die 1508–1510 im «Grossen Pavier Feldzug» geleisteten Dienste zur Vertreibung der Franzosen. Ruswil war auch später wieder in kriegerische Handlungen verwickelt, so 1513 im Zwiebelnkrieg und 1653 im Bauernkrieg. Als Folge des Aufstands von 1653 wurde Ruswil von der Stadt zur Zahlung von 10'000 Gulden Strafe verpflichtet. Ruswil war bis zum Ende der Alten Eidgenossenschaft eine grosse Landvogtei.
Obwohl die Gemeinde nach dem Einmarsch der Franzosen im Jahr 1798 Hauptort eines helvetischen Distrikts wurde, leistete sie heftigen Widerstand gegen die neuen Herren. Im sogenannten Käferkrieg wurden daraufhin Regierungstruppen eingesetzt, die den Aufstand unterdrückten und Schäden im Dorf verursachten. Seit 1803 gehört die Gemeinde zum Amt Sursee.
Im Wirtshaus Rössli unterzeichneten Vertreter der konservativen Volksbewegung 1840 unter Bauernführer Josef Leu von Ebersol die Ruswiler Erklärung, eine gegen die liberale Politik gerichtete Vereinbarung. Wenig später wurde im Rössli der Ruswiler Verein gegründet, der als Gründerverein der Katholisch-Konservativen Partei und der heutigen CVP (seit Herbst 2021 Die Mitte) gilt.
Von 1942 bis 1944 gab es in der Gemeinde ein Internierungslager, in dem zuerst französische und später deutsche Internierte untergebracht waren.

## Politik

### Gemeinderat
Der Gemeinderat Ruswil besteht aus fünf Mitgliedern und ist wie folgt organisiert (Stand März 2024):
- Franzsepp Erni (Die Mitte): Gemeindepräsident
- Nicole Felder (SVP): Soziales
- Thomas Glanzmann (FDP): Bildung
- Rolf Marti (Die Mitte): Bau/Infrastruktur
- Lotti Stadelmann (SP): Finanzen

### Kantonsratswahlen
Bei den Kantonsratswahlen 2023 des Kantons Luzern betrugen die Wähleranteile in Ruswil: Mitte (mit GenMitte) 34,89 %, SVP 29,37 %, FDP 16,04 %, SP (mit JUSO) 8,10 %, Grüne (mit JG und GrüneKuG) 6,29 % und glp 5,31 %.

### Nationalratswahlen
Bei den Schweizer Parlamentswahlen 2023 betrugen die Wähleranteile in Ruswil: Mitte 39,7 %, SVP 29,9 %, FDP 11,5 %, SP 7,8 %, glp 4,4 %, Grüne 4,3 %, übrige 2,3 %.

## Wirtschaft
Mit 195 Landwirtschaftsbetrieben (Stand 2017) ist Ruswil die drittgrösste Bauerngemeinde der Schweiz. Laut dem Bundesamt für Statistik ist Ruswil die Gemeinde mit dem grössten Kuhbestand der Schweiz mit 3212 Grossvieheinheiten (Stand 2003). Im Vergleich dazu: Die Gemeinde mit dem zweithöchsten Kuhbestand ist Kirchberg SG mit 2653 Kühen. 1898 wurde die Landwirtschaftliche Genossenschaft der Bauernvereins-Sektion Ruswil gegründet, welche heute LANDI Luzern-West, Genossenschaft heisst. Zusammen mit der UFA AG betreibt die Landi Luzern-West das Mischfutterwerk Freieck, wo 2021 fünf 30 Meter-Hochsilos in Betrieb genommen wurden.

## Verkehr
Die vor dem Ersten Weltkrieg geplante Rottalbahn wurde nie verwirklicht. Deshalb liegt das Dorf Ruswil an keiner Bahnstrecke. Im Süden der Gemeinde liegt jedoch der Bahnhof Werthenstein auf der Ruswiler Seite der Kleinen Emme an der Bahnlinie Wolhusen–Luzern. Im Übrigen ist Ruswil durch Busse gut ans öffentliche Verkehrsnetz angeschlossen. Im Jahr 1918 wurde die Rottal Auto AG gegründet, welche seit diesem Zeitpunkt Buslinien betreibt. Durch die Gemeinde führen die Buslinien Luzern-Ruswil-Ettiswil, Sursee-Ruswil und Ruswil-Wolhusen Tropenhaus.
Auch die Strassenverbindungen sind gut. Eine davon führt ins nahegelegene Wolhusen. Eine weitere nach Emmenbrücke(-Luzern) und ausserdem zum Strassenkreuz Ettiswil (nach Sursee/Dagmersellen/
Willisau).
Die nächsten Autobahnanschlüsse Sursee und Emmen-Nord an der A2 sind 14 respektive 17 km entfernt.

## Sehenswürdigkeiten
Die spätbarocke Pfarrkirche St. Mauritius gehört zu den grössten und wertvollsten Kirchenbauten im Kanton Luzern. Gleich daneben befindet sich der stattliche Pfarrhof aus dem 17. Jahrhundert. Weiter befinden sich um das Dorf herum viele kleine und grosse Kapellen mit z. T. bemerkenswerter Ausstattung.

## Galerie

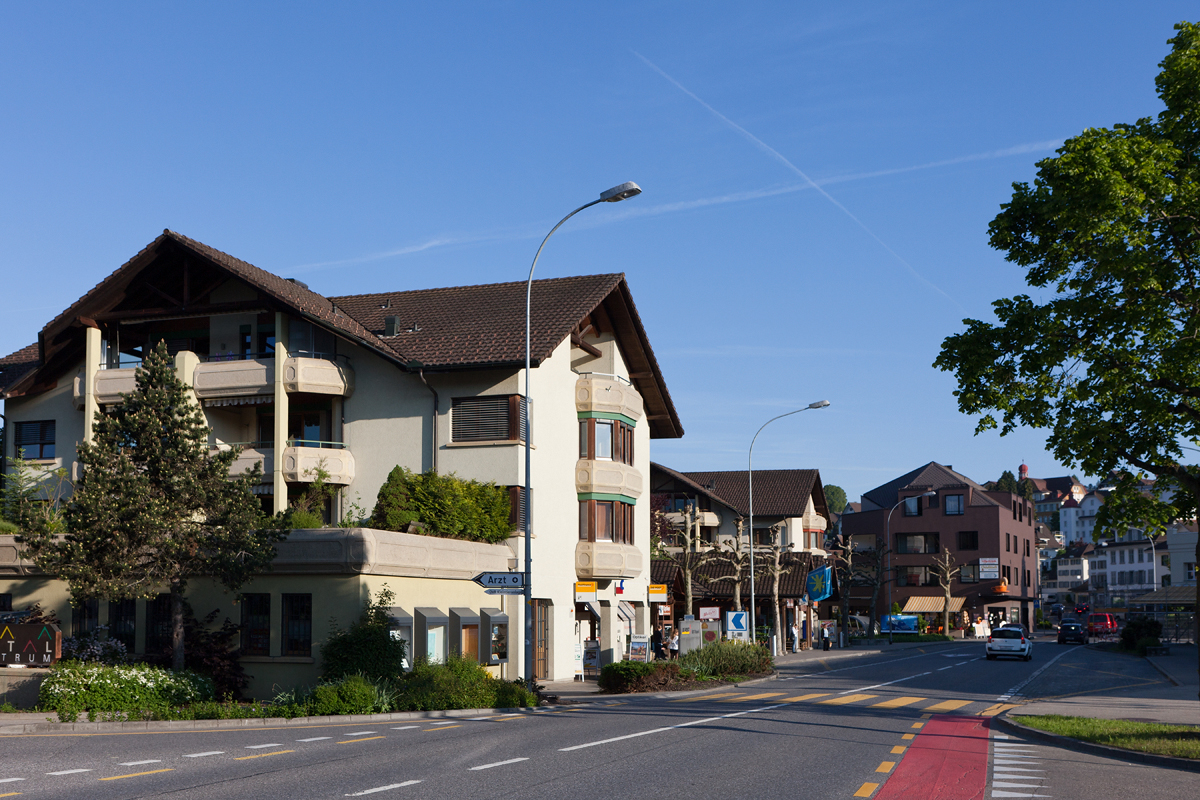
Hellbühlerstrasse
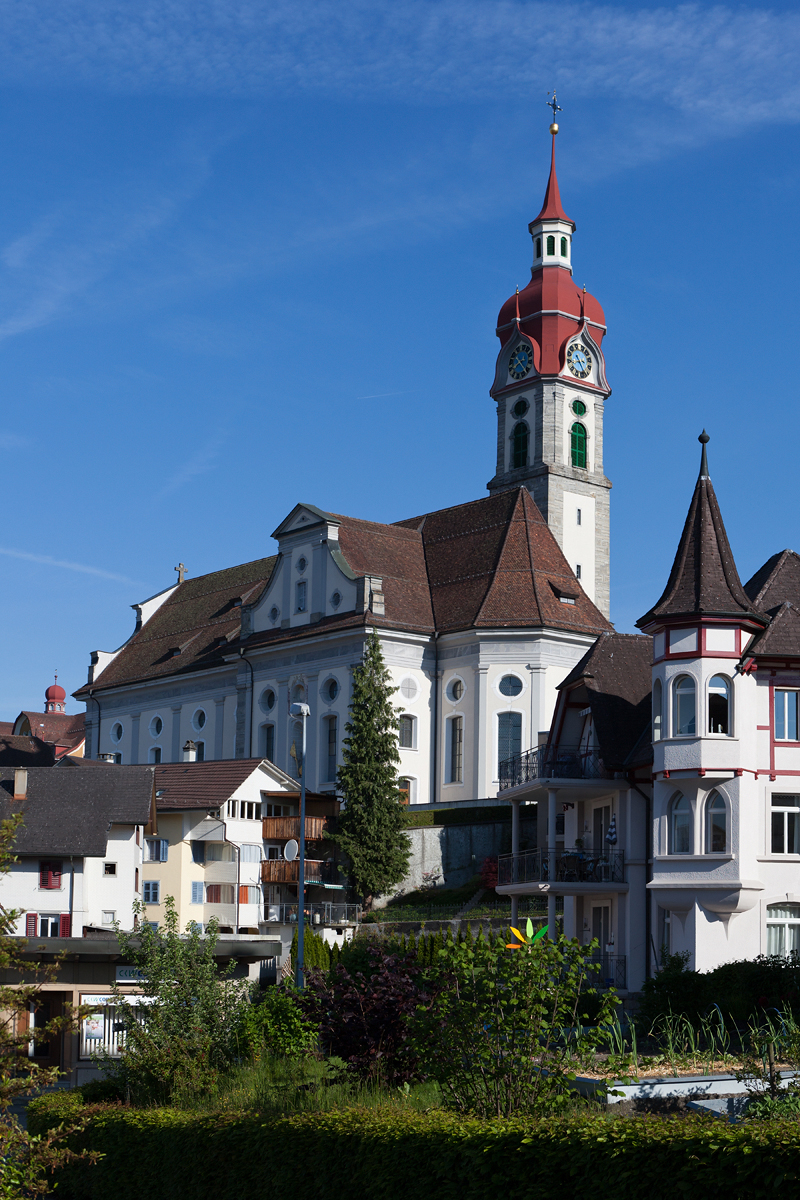
Kath. Kirche St. Mauritius
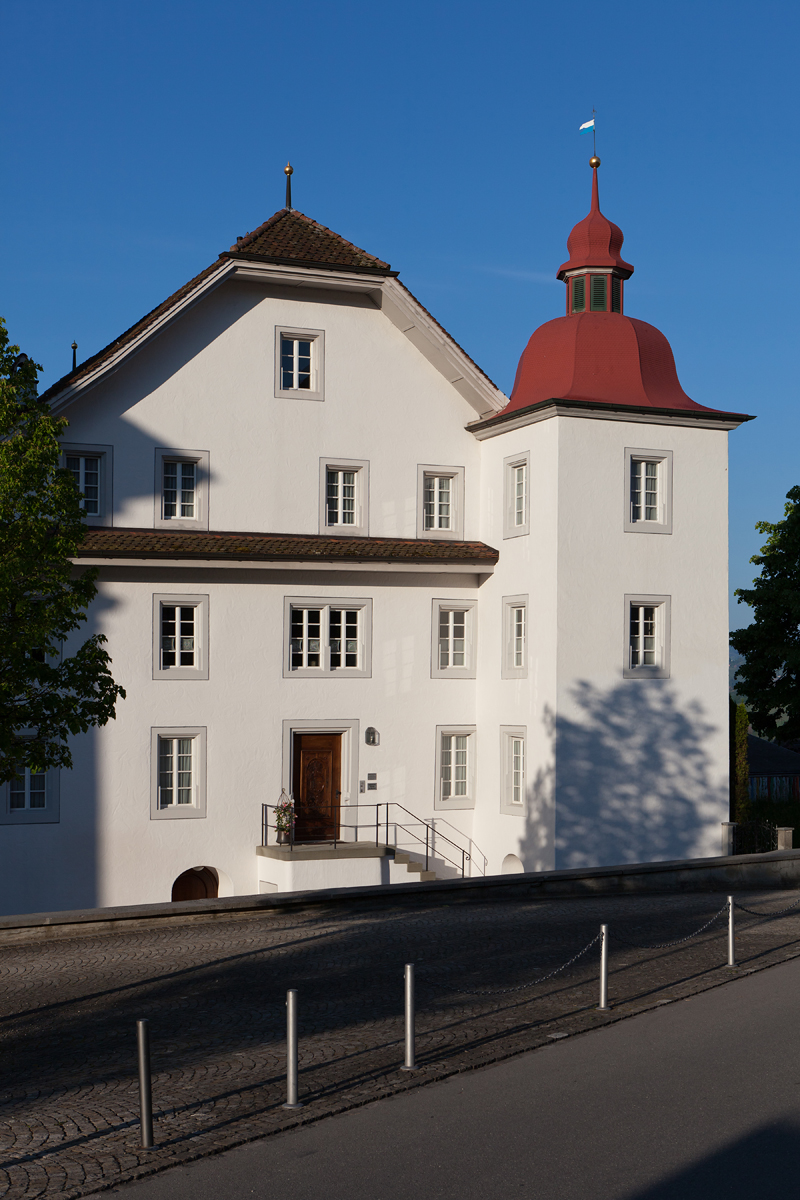
Pfarrhof
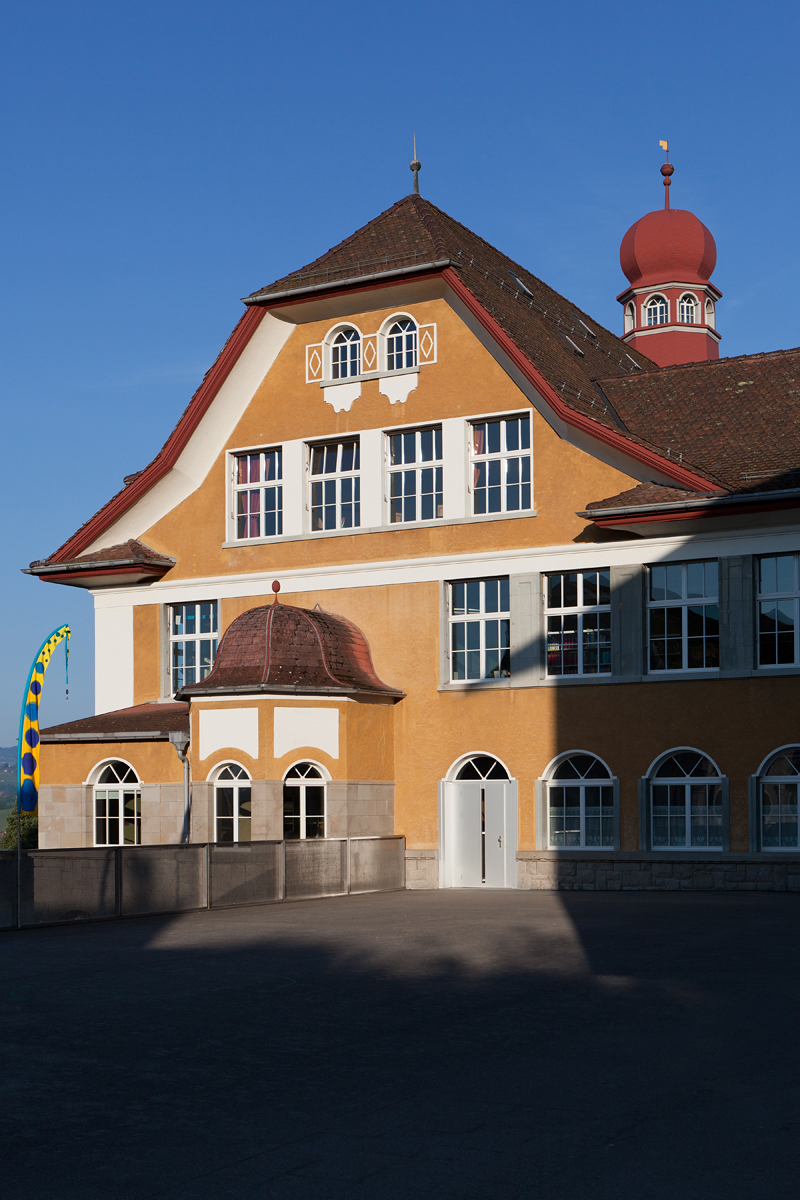
Dorfschulhaus
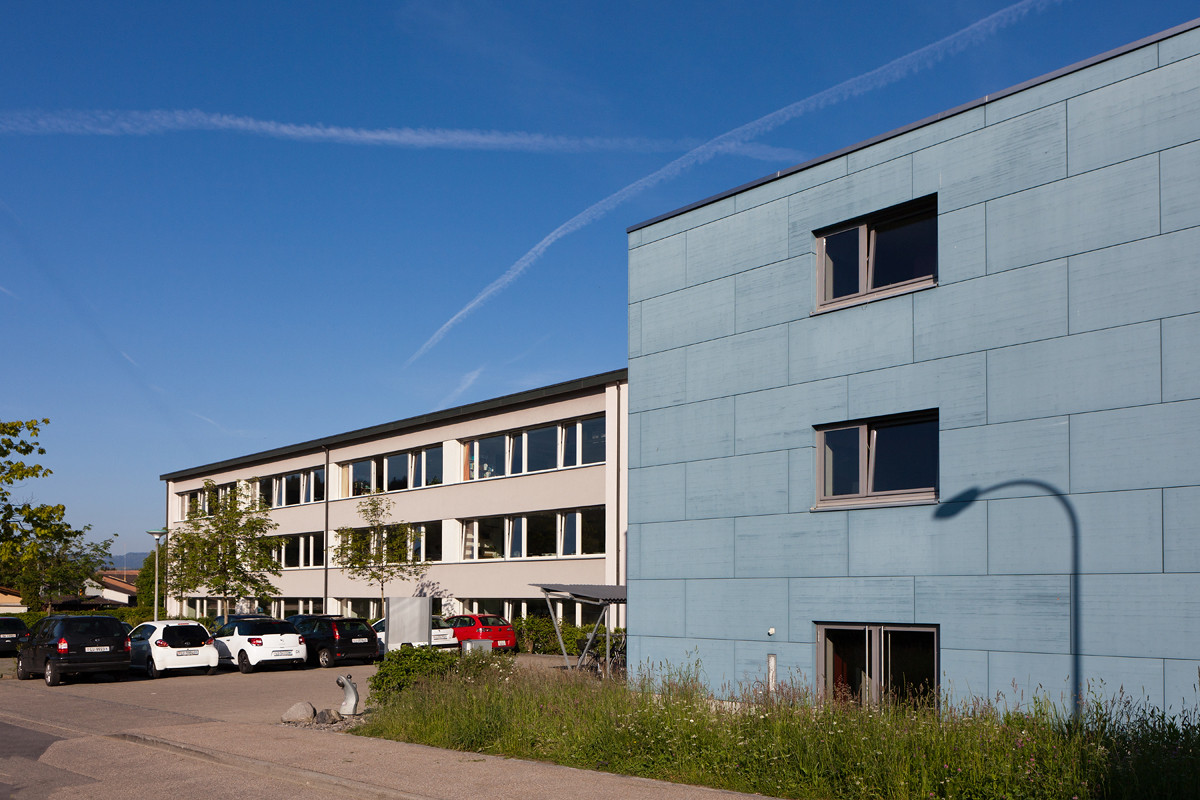
Schulhaus Bärematt
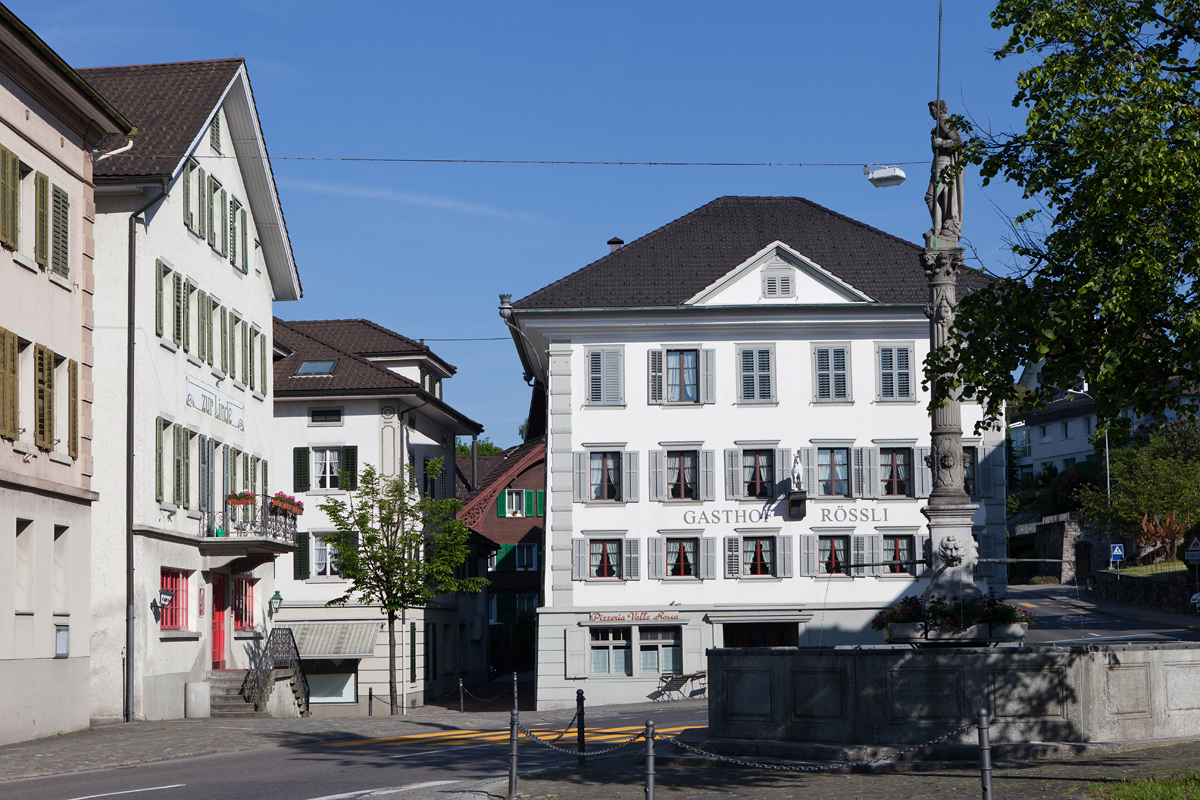
Historischer Gasthof «Rössli»

## Persönlichkeiten
- Leodegar Keller (1642–1722), Landschreiber, Kleinrat und Salzdirektor
- Augustin Stöckli (1857–1902), Abt von Wettingen-Mehrerau
- Joseph Lauber (1864–1952), Komponist
- Romuald Banz (1866–1951), Philologe
- Anselm Wütschert (1881–1915), letzte Hinrichtung im Kanton Luzern
- Anna Richli (1884–1954), Lehrerin und Schriftstellerin
- Joseph Grueter (1896–1976), Missionsbischof von Umtata in Südafrika
- Peter Müller (1910–1965), Jurist und Politiker
- Beat Stutzer (* 1950), Kunsthistoriker
- Walther K. Lang (* 1957), Jazzmusiker als Walter Lang
- Leo Müller (* 1958), Agraringenieur, Jurist und Politiker